# 2009年棒球

## 賽事分類

### 職業棒球
- 2009年美國職棒大聯盟球季
- 2009年美國職棒小聯盟
- 2009年日本職棒
- 2009年韓國職棒
- 2009年中華職棒

### 非職業聯賽
- 2009年中國棒球聯賽

## 預定賽事

### 國際錦標賽
- 7月31日－8月4日：2009年亞洲棒球錦標賽
- 9月9日－9月27日：2009年世界盃棒球賽

## 大事記

### 1月
- 1月13日，前中信鯨球員倪福德正式加盟美國職棒大聯盟底特律老虎隊，成為首位挑戰美國職棒的中華職棒球員。

### 3月
- 3月5日－3月23日：第2屆世界棒球經典賽

## 外部連結
- 2009年棒球在台灣棒球維基館上的頁面（繁體中文）